# Roodwangmiervogel
De roodwangmiervogel (Myrmelastes rufifacies; synoniemen: Percnostola rufifacies en Schistocichla rufifacies) is een zangvogel uit de familie Thamnophilidae (miervogels).

## Kenmerken
De roodwangmiervogel is circa 15 centimeter lang. Deze soort vertoont seksuele dimorfie. Het mannetje is leigrijs van boven en bleekgrijs op de borst en buik en heeft zwarte vleugels met witte stippen. Het vrouwtje is bruin van boven en oranjerood op borst en buik met donkerbruine vleugels met oranjebruin gekleurde stippen.

## Verspreiding en leefgebied
Deze vogel is endemisch in Brazilië en komt voor van Pará tot Rondônia. De natuurlijke leefgebieden liggen in subtropische of tropische vochtige laaglandbossen, subtropische of tropische moerasbossen en draslanden op een hoogte tot 500 meter boven zeeniveau in het bioom Amazone.

## Status
De grootte van de populatie is niet gekwantificeerd, maar deze is vermoedelijk stabiel. Om deze redenen staat de roodwangmiervogel als niet bedreigd op de Rode Lijst van de IUCN.